# فاهم حماشي
فاهم حماشي (مواليد 7 مارس 1992) هو ملاكم جزائري، مثّل بلاده في الألعاب الأولمبية الصيفية 2016.

## روابط خارجية
فاهم حماشي على موقع أوليمبيديا (الإنجليزية)